# 泰索德
泰索德（法語：Teyssode，法語發音：[tɛsɔd]）是法国奥克西塔尼大区塔恩省的一个市镇，属于卡斯特尔区。

## 地理
泰索德（43°38'59"N, 1°56'6"E）面积22.88 平方千米，位于法国奧克西塔尼大區塔恩省，该省份为法国南部内陆省份，北起顺时针与阿韦龙省、埃罗省、奥德省、上加龙省和塔恩-加龙省接壤。
与泰索德接壤的市镇（或旧市镇、城区）包括：维泰尔布、达米亚特、菲亚克、拉沃尔、马格兰、马萨克-塞朗、普拉德、普拉特维耶勒、圣保罗卡普德茹。

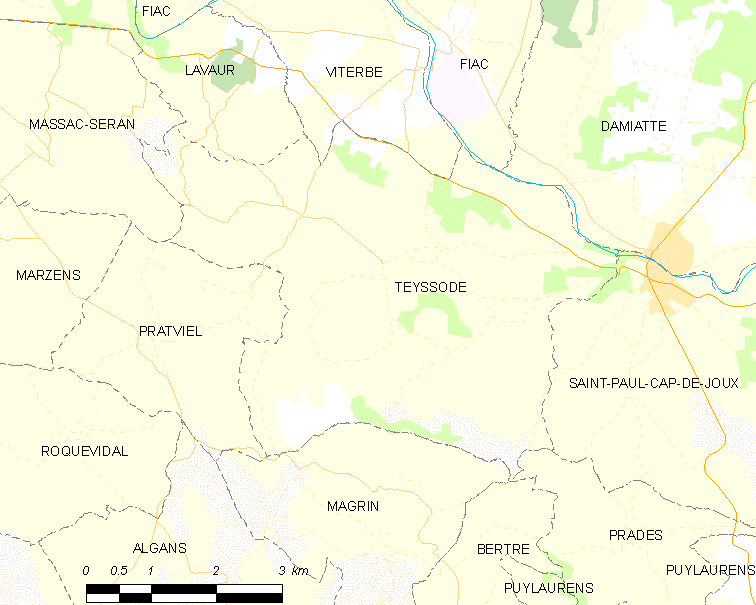
泰索德的OSM定位图

泰索德的时区为UTC+01:00、UTC+02:00（夏令时）。

## 行政
泰索德的邮政编码为81220，INSEE市镇编码为81299。

## 政治
泰索德所属的省级选区为阿古平原县。

## 人口

1962-2008年间泰索德人口变化图示

泰索德于2022年1月1日时的人口数量为382人。